# 다코정
다코정(일본어: 多古町 다코마치[*])은 일본 지바현 가토리군의 정이다.

## 지리
지바현의 북동부에 위치하고 대부분이 평지이다. 시모사 대지와 구주쿠리 평야에 위치하고 정의 중앙부로 구주쿠리 평야 최대의 하천인 구리야마강이 흐르고 있다. 서쪽은 나리타 공항과 접하고 있다.

## 역사
- 1889년 4월 1일 - 다코촌, 도조촌, 구카촌, 나카촌, 도키와촌이 성립하였다.
- 1891년 6월 29일 - 다코촌이 정으로 승격해 다코정이 되었다.
- 1951년 4월 1일 - 다코정에 도조촌이 합병했다.
- 1954년 3월 31일 - 다코정, 구카촌, 나카촌, 도키와촌의 네 정촌이 합병해 현재의 다코정이 성립했다.

## 인구
| 연도 | 인구   | ±%     |
| ---- | ------ | ------ |
| 1920 | 16,260 | —      |
| 1930 | 17,599 | +8.2%  |
| 1940 | 18,660 | +6.0%  |
| 1950 | 21,969 | +17.7% |
| 1960 | 20,042 | −8.8%  |
| 1970 | 17,367 | −13.3% |
| 1980 | 17,133 | −1.3%  |
| 1990 | 17,683 | +3.2%  |
| 2000 | 17,603 | −0.5%  |
| 2010 | 16,006 | −9.1%  |

## 교통
- 국도 296호선(일본어판)